# Хрестівниця
Хрестівниця (Crucianella) — рід квітучих рослин родини маренових (Rubiaceae). Рід мітить 31 вид, які поширені на півночі Африки, на півдні Європи (у т. ч. Криму), у західній і центральній Азії.